# کیشی توبیلژان
کیشی توبیلژان (قزاقی: Кіші Тобылжан) یک دریاچه در استان پاولودار کشور قزاقستان است.